# Seznam mehiških slikarjev
Seznam mehiških slikarjev.

## A
- Dr. Atl (Gerardo Murillo Cornado)
- Raúl Anguiano

## B
- Arnold Belkin
- Arturo Garcia Bustos

## C
- Leonora Carrington (1917-2011)
- José Chávez Morado (1909-2002)
- Carme Cortès (1892-1979) (špansko-mehiška)
- Olga Costa
- Miguel Covarrubias
- Lola Cueto
- José Luis Cuevas

## F
- Pedro Friedeberg

## G
- Byron Galvez
- Gunther Gerszo
- Mathias Goeritz
- José María Velasco Gómez
- Jorge González Camarena
- Ilse Gradwohl
- Xavier Guerrero (1896-1974)

## H
- Saturnino Herrán
- Alejandro Honda

## I
- María Izquierdo

## K
- Frida Kahlo

## L
- José L ?
- Tamara de Lempicka (poljskega rodu)

## M
- Roberto Marquez
- Carmen Mondragón
- Roberto Montenegro
- Rodolfo Morales
- Maritza Morillas

## O
- Marco Antonio Montes de Oca
- Juan O'Gorman
- Pablo O'Higgins
- José Clemente Orozco

## P
- Wolfgang Paalen
- Leonardo Pereznieto

## R
- Fanny Rabel (Rabinovich)
- Aurora Reyes Flores
- Arturo Rivera
- Diego Rivera
- Vladimir Rusakov

## S
- David Alfaro Siqueiros
- Juan Soriano
- Luciano Spano

## T
- Rufino Tamayo
- Bridget Bate Tichenor (britansko-mehiška)
- Francisco Toledo

## V
- Mauricio García Vega

## Z
- Alfredo Zalce (1908-2003)